# Тираспольський округ
Тира́спольський о́круг — адміністративно-територіальна одиниця Молдавської РСР, що існувала в 1952—1953 роках. Адміністративний центр — місто Тирасполь.
Округ утворено 31 січня 1952 року, коли вся територія Молдавської РСР була поділена на 4 округи.

## Адміністративний поділ
Ділився на 10 районів та 2 міста окружного підпорядкування:
- Бендерський район — м. Бендери
- Бульбоцький район — с. Аненій-Ной
- Волонтирівський район — с. Волінтір
- Григоріопольський район — смт Григоріополь
- Дубоссарський район — м. Дубоссари
- Кайнарський район[ru] — с. Тараклія
- Каушенський район — смт Каушани
- Олонештський район[ru] — с. Олонешть
- Слободзейський район — с. Слободзея
- Тираспольський район — м. Тирасполь
- місто Бендери
- місто Тирасполь

15 червня 1953 року всі округи Молдавської РСР скасовано.

## Керівництво Тираспольського округу

### Голова окрвиконкому
1. Гушкан Арефа Лукич (лютий 1952 — червень 1953)

### 1-й секретар окружкому КП Молдавії
1. Пузаков Іван Дмитрович (лютий 1952 — червень 1953)